# Glucagonoma
Glucagonoma é um raro tumor das células alfa pancreáticas que resulta na produção excessiva da hormona, o glucagon. Normalmente associada a uma erupção cutânea chamada eritema necrolítico migratório, perda de peso e diabetes mellitus leve, a maioria das pessoas com glucagonoma contrai-o espontaneamente. No entanto, cerca de 10% dos casos estão associados à síndrome da neoplasia endócrina múltipla tipo 1 (NEM-1). 

## Causas
Embora a causa do glucagonoma seja desconhecida, alguns fatores genéticos podem causar a doença. Uma história familiar de neoplasia endócrina múltipla tipo 1 (NEM-1) é um fator de risco.  Além disso, aqueles com doença de Mahvash têm um risco aumentado de glucagonoma, pois o gene do receptor de glucagon (GRGC) sofre mutação.

## Mecanismo
O glucagonoma resulta da superprodução de glucagon, um hormônio peptídico localizado nas células alfa do pâncreas. Os sintomas clássicos incluem, mas não estão limitados a, eritema necrolítico migratório (ENM), diabetes mellitus e perda de peso. O ENM se apresenta em cerca de 70% dos casos de glucagonoma, e é caracterizado por lesões eritematosas nas extremidades distais e na região da virilha. ENM foi ocasionalmente observado em pessoas que não têm glucagonoma. Pessoas que desenvolvem glucagonoma da doença de Mahvash também não desenvolvem ENM, o que implica que os receptores de glucagon são necessários para que ENM esteja presente em uma pessoa. A perda de peso, o efeito mais comumente associado ao glucagonoma, resulta do hormônio glucagon, que impede a captação de glicose pelas células somáticas. O diabetes não está presente em todos os casos de glucagonoma, mas freqüentemente resulta do desequilíbrio da insulina e do glucagon.

## Diagnóstico
A presença da síndrome do glucagonoma, os sintomas que acompanham o tumor pancreático, bem como os níveis elevados de glucagon no sangue, são usados para diagnosticar o glucagonoma. Quando uma pessoa apresenta uma concentração de glucagon no sangue superior a 500 mg/mL junto com a síndrome do glucagonoma, um diagnóstico pode ser estabelecido. É importante observar que nem todos os casos de hiperglucagonemia levarão ao diagnóstico de glucagonoma. Os níveis elevados de glucagon no sangue estão associados a outras doenças, como pancreatite e insuficiência renal.
Cerca de 60% das pessoas com diagnóstico de glucagonoma são mulheres. A maioria dos que são diagnosticados tem entre 45 e 60 anos de idade.

## Tratamento
Pessoas que são diagnosticadas com glucagonoma esporádico geralmente apresentam uma taxa de mortalidade elevada em comparação com aquelas com NEM-1, já que o último grupo irá ao médico para visitas periódicas. Pessoas cujo tumor apresentou metástase não podem ser facilmente tratadas, pois o tumor é resistente à quimioterapia. A única terapia curativa para o glucagonoma é a cirurgia, e mesmo assim, nem sempre é bem-sucedida.
A secreção aumentada de glucagon pode ser tratada com a administração da octreotida, um análogo da somatostatina, que inibe a liberação de glucagon. A doxorrubicina e a estreptozotocina também têm sido usadas com sucesso para danificar seletivamente as células alfa das ilhotas pancreáticas. Eles não destroem o tumor, mas ajudam a minimizar a progressão dos sintomas.

## História
Menos de 251 casos de glucagonoma foram descritos na literatura desde sua primeira descrição por Becker em 1942. Devido à sua raridade (menos de um em vinte milhões em todo o mundo), as taxas de sobrevivência a longo prazo permanecem desconhecidas. O glucagonoma é responsável por aproximadamente 1% dos tumores neuroendócrinos, embora isso possa ser uma subestimativa, visto que o glucagonoma está associado a sintomas inespecíficos.